# E.P. Sanders
Ed Parish Sanders (Grand Prairie (Texas), 18 april 1937 – Durham (North Carolina), 21 november 2022) was een Amerikaanse nieuwtestamenticus en vertegenwoordiger van het Nieuwe Perspectief op Paulus. Hij deed baanbrekend onderzoek naar de Joodse context van de apostel Paulus in de 1e eeuw. Zijn publicaties verschenen onder de naam E.P. Sanders. Hij is een inspiratie geweest voor het werk van onder anderen de nieuwtestamentici N.T. Wright en James Dunn.

## Betekenis en opvattingen
Sanders is vooral bekend geworden door zijn onderzoek op het gebied van het Nieuwe Testament. Zijn aandachtsgebied is het jodendom en het vroege christendom in de Grieks-Romeinse wereld. Hij is een van de leidende onderzoekers in de hedendaagse zoektocht naar de historische Jezus, de zogenaamde Third Quest, die Jezus stevig in de context van het jodendom plaatst. In de hedendaagse wetenschap wordt Jezus gezien als de grondlegger van een 'vernieuwingsbeweging binnen het jodendom', om de uitdrukking van Sanders te gebruiken. Hij ondersteunt de consensus dat Jezus een apocalyptische profeet was.

### Historische Paulus
Sanders' eerste grote boek was Paul and Palestinian Judaism, dat in 1977 werd gepubliceerd. Hij had het boek in 1975 geschreven, maar had moeite om het te publiceren.
Sanders betoogde dat de traditionele christelijke interpretatie dat Paulus het rabbijnse wetticisme veroordeelde, een misverstand was van zowel het jodendom als het denken van Paulus, vooral omdat het een niveau van individualisme in deze doctrines aannam dat niet aanwezig was, en noties van groepsvoordeel of collectief voorrecht negeerde. Volgens Sanders lag het belangrijkste verschil tussen het prechristelijke jodendom en de leer van Paulus in de ideeën over hoe iemand 'lid' van het volk van God wordt. Sanders noemde het joodse geloof covenantal nomism, "verbondsnomisme": iemand werd lid van Gods volk krachtens Zijn verbond met Abraham, maar bleef lid door zich aan de Wet van Mozes te houden.
Sanders beweerde dat het geloof van Paulus er een was van 'participatieve eschatologie': de enige manier om 'lid' van het volk van God te worden, was door geloof in Christus ("sterven met Christus") en het Oude Verbond was niet langer voldoende. Maar eenmaal 'lid' werd van de christen gepast gedrag geëist, gedrag dat gebaseerd was op de joodse geschriften, maar niet alle aspecten ervan omvatte. Beide patronen vereisten de genade van God voor de verkiezing (toelating), en het gedrag van het individu, ondersteund door Gods genade. De scheidslijn was daarom Paulus' nadruk op geloof in Christus als de enige weg naar uitverkiezing. Sanders benadrukte echter dat Paulus ook "van goede daden hield" en dat wanneer zijn woorden in hun context worden gezien, blijkt dat Paulus naast geloof in Christus ook goede werken bepleit.

### Historische Jezus
Het volgende grote boek van Sanders was Jesus and Judaism, gepubliceerd in 1985. In dit werk betoogde hij dat Jezus begon als een volgeling van Johannes de Doper en een profeet was van het herstel van Israël. Sanders zag Jezus als stichter van een eschatologische Joodse beweging. door zijn benoeming van de apostelen en door zijn prediking en acties. Na zijn executie (het gevolg van Jezus' Tempelreiniging, waarbij hij tafels omver wierp, waardoor hij de politieke autoriteiten tegen zich in het harnas jaagde) zetten zijn volgelingen de beweging voort, in de verwachting dat zijn terugkeer Israël zou herstellen. Een gevolg van deze terugkeer zou zijn dat heidenen de God van Israël aanbidden. Sanders kon geen wezenlijke tegenstellingen vinden tussen Jezus en de farizeeën en hij beschouwde Jezus als iemand die zich aan de Joodse wet hield en de leerlingen als personen die eraan bleef vasthouden (vergelijk bijvoorbeeld Handelingen 3:1; 21:23-26, voor hun aanbidding in de tempel). Sanders betoogt ook dat de uitspraken van Jezus niet volledig bepalend waren voor het vroege christelijke gedrag en de houding, zoals blijkt uit Paulus' bespreking van echtscheiding (1 Korintiërs 7:10-16), waar hij Jezus' uitspraken citeert en vervolgens zijn eigen, onafhankelijke uitspraak doet. In een interview opperde Sanders dat Paulus het gevoel had dat "hij het model was voor zijn kerken."
Sanders heeft een lijst opgesteld van in het historisch-kritisch onderzoek nagenoeg algemeen aanvaarde gegevens over het levenskader van Jezus:
- Jezus is geboren ca 4 v.Chr., rond de tijd dat Herodes de Grote stierf.
- Hij bracht zijn kinder- en jeugdjaren door in Nazareth in Galilea.
- Hij werd gedoopt door Johannes de Doper.
- Hij verzamelde leerlingen om zich heen.
- Hij onderwees in kleine steden en dorpen en op het platteland.
- Hij verkondigde het koninkrijk van God.
- Rond het jaar 30 ging hij naar Jeruzalem voor Pesach.
- Hij verwekte opschudding in de tempel.
- Hij hield een laatste maaltijd met zijn leerlingen.
- Hij werd gevangengenomen en ondervraagd door Joodse gezagdragers in Jeruzalem.
- Hij werd terechtgesteld op bevel van de Romeinse prefect Pontius Pilatus (gouverneur van Judea tussen 26 en 36 n.Chr.).

Sanders was zeer kritisch over de historische bewijzen en onthield zich van speculatie. Wat hem onderscheidde, is een diepgaande kennis van buitenbijbelse joodse literatuur. Op basis van deze benadering weerlegde hij vakkundig enkele van de stereotiepe karikaturen die in de theologie bestaan over de Joodse tegenstanders van Jezus.

### Judaïsme in de eerste eeuw
Judaism: Practice and Belief werd gepubliceerd in 1992 en hierin toetste Sanders zijn thesis in het licht van concrete Joodse praktijken. Sanders voerde aan dat er een 'gemeenschappelijk jodendom' was, dat wil zeggen overtuigingen en gebruiken die alle joden gemeen hebben, ongeacht tot welke religieuze partij ze behoorden. Na het bewind van Salome Alexandra waren de farizeeën een kleine maar zeer gerespecteerde partij die een wisselende mate van invloed had binnen het jodendom. De belangrijkste bron van macht lag echter bij de heersers en vooral bij het aristocratische priesterschap (sadduceeën). Sanders stelde dat het bewijs erop wijst dat de farizeeën bij geen van deze groepen of individuen het beleid voorschreven.

### Algemene opvattingen
In het algemeen benadrukte Sanders het belang van de historische context voor een goed begrip van de religie van de eerste eeuw. Hij probeerde het jodendom op zijn eigen voorwaarden te benaderen, niet in de context van de protestants-katholieke debatten van de zestiende eeuw om opvattingen over het jodendom, Paulus en het christendom als geheel te herdefiniëren. Zoals Sanders zei, las hij Paulus in zijn context, namelijk "Palestina in de eerste eeuw en vooral het jodendom van de eerste eeuw." In deze geest is een van Sanders' artikelen getiteld Jesus in Historical Context geschreven. In een encyclopedie uit 2000 over Jezus, door Sanders een 'eschatologische profeet' genoemd, vermeed het onderwerp het woord 'engel', hoewel er melding wordt gemaakt van de twee mannen 'in oogverblindende kleren' bij het lege graf.
Sanders heeft betoogd dat er meer vergelijkende studies nodig zijn, met bredere onderzoeken tussen nieuwtestamentische teksten en de andere beschikbare historische bronnen uit die periode. Sprekend op een conferentie die ter ere van hem werd georganiseerd, beschreef hij de aantrekkelijkheid van dit soort vergelijkende studies: "Ze zijn niet zo gemakkelijk, maar ze zijn ontzettend leuk."
Sanders werd 85 jaar oud.